# Basílica de Cassal
A Basílica de Cassal (em armênio: Քասաղի բազիլիկ, Kʼasałi bazilik) ou Basílica de Aparã (Ապարանի բազիլիկա, Aparani basilik) é uma basílica da Armênia, situada na província de Aragatsotn, em Aparã. Na Antiguidade, localizava-se no distrito (gavar) de Niga, na província de Airarate do Reino da Armênia. Segundo o arquiteto Anush Saginyan, que realizou escavações em 1944-48, foi construída no início do século IV e deve ter sido estabelecida sobre um antigo templo pagão. Presume-se, com base nesse contexto, que era um antigo local de adoração utilizado pelos arsácidas. Durante escavações em 1948, uma estrutura adjacente e uma basílica de nave única foram descobertas. Tetradracmas do rei selêucida Antíoco VII (r. 138–129 a.C.), moedas de ouro convexas bizantinas (século X) e moedas de cobre bizantinas (séculos X-XI) e georgianas (do tempo da rainha Tamara, r. 1184-1213) foram achadas e hoje estão no Museu da História Estatal da Armênia.
A basílica de Cassal foi construída com grandes pedras de tufo preto-acinzentado, com uma planta retangular, com um eixo norte-sul. O lado norte tem uma abside em forma de ferradura no interior e uma abside pentagonal no exterior, que está localizada fora do salão. As paredes foram preservadas em sua altura total, o altar e os restos dos pilares, corredores, arcos e pórticos. O salão adjacente à parede norte da igreja e a pequena capela conectada a ela pelo norte estão completamente destruídos. Três das quatro entradas ao grande salão são pórticos com um padrão arquitetonicamente peculiar e seus arcos são exemplos únicos de escultura. É iluminado por um em cada uma das paredes norte e oeste e três janelas lindamente estilizadas em sua parede.